# Yordan L. O'Farrill
Yordan Luis O'Farrill (né le 9 février 1993 à Camagüey) est un athlète cubain, spécialiste du 110 mètres haies.

## Biographie
Il participe aux Jeux olympiques de la jeunesse à Singapour en 2010. Il bat en 13 s 18 sur des haies hautes de 99 cm le record des Championnats du monde juniors pour emporter la médaille d'or le 12 juillet 2012 à Barcelone. 
Crédité de 13 s 91 sur 110 m haies, il améliore ce record en juillet 2013 en remportant la médaille de bronze lors des Championnats d'Amérique centrale et des Caraïbes d'athlétisme 2013 à Morelia, en altitude.
En mai 2014, à Prague, il porte son record personnel à 13 s 19. En fin d'année, il remporte le titre du 110 m haies lors des Jeux d'Amérique centrale et des Caraïbes de 2014 au Mexique.
Le 9 juin 2015, il remporte le meeting de Montreuil en 13 s 25 (vent favorable de 1,5 m/s). Le 20 mars 2016, bien qu'il ait le 8e meilleur temps, il est le premièr éliminé de la finale des Championnats du monde en salle à Portland.

## Palmarès
| Date | Compétition                              | Lieu      | Résultat | Épreuve               | Temps   |
| ---- | ---------------------------------------- | --------- | -------- | --------------------- | ------- |
| 2012 | Championnats du monde juniors            | Barcelone | 1er      | 110 m haies (0,99 cm) | 13 s 18 |
| 2013 | Championnats d'Am. cent. et des Caraïbes | Morelia   | 3e       | 110 m haies           | 13 s 82 |
| 2015 | Jeux panaméricains                       | Toronto   | 6e       | 110 m haies           | 13 s 36 |

## Records
| Épreuve     | Performance | Lieu   | Date        |
| ----------- | ----------- | ------ | ----------- |
| 110 m haies | 13 s 19     | Prague | 9 juin 2014 |